# Nhoa Sangui
Nhoa Sangui, né le 27 février 2006 à Creil, est un footballeur français qui joue au poste d'arrière gauche au Paris FC.

## Biographie

### Carrière en club
Né à Creil, dans l'Oise, en France, Nhoa Sangui rejoint en 2021 le centre de formation du Stade de Reims, où il s'illustre d'abord avec l'équipe réserve en National 2, avant de signer son premier contrat professionnel avec le club de Ligue 1 en juillet 2023,.
En janvier 2024, il joue son premier match professionnel lors de la défaite en tirs au but au seizième de finale de Coupe de France au FC Sochaux-Montbéliard, alors en National.
La saison suivante, il découvre la Ligue 1 en entrant en jeu dès la première journée de championnat et marque son premier but lors d'une victoire deux buts à un au FC Nantes en septembre 2024. Il prend part à vingt-six rencontres et le club termine 16e synonyme de barrage de relégation alors qu'ils atteignent dans le même temps la finale de Coupe de France.

#### Paris FC (depuis 2025)
Le 24 juin 2025, Paris FC annonce la signature de Nhoa Sangui dans le club parisien jusqu’en 2030.
Le 17 août 2025, il dispute son premier match sous ses nouvelles couleurs  lors d'une défaite un but à zéro contre Angers SCO lors de la 1re journée de championnat..

### Carrière en sélection
En mai 2023, Nhoa Sangui est sélectionné avec l'équipe de France des moins de 17 ans pour prendre part à l'Euro 2023 qui a lieu en Hongrie. La France atteint la finale de la compétition après avoir battu l'Espagne de Lamine Yamal et Marc Guiu (3-1),, devant toutefois s'incliner aux tirs au but face à l'Allemagne de Noah Darvich et Paris Brunner lors du dernier match de la compétition après un score de 0-0,.
Il est ensuite convoqué avec l'équipe de France des moins de 17 ans pour participer à la Coupe du monde des moins de 17 ans qui a lieu en novembre 2023. La France y atteint les demi-finales de où elle affronte le Mali.

## Statistiques

### Statistiques détaillées
Le tableau ci-dessous présente les statistiques en carrière de joueur de Nhoa Sangui.

| Saison                | Club                  | Championnat           | Championnat | Championnat | Championnat | Coupe(s) nationale(s) | Coupe(s) nationale(s) | Coupe(s) nationale(s) | Barrage | Barrage | Barrage | Total | Total | Total |
| Saison                | Club                  | Division              | M.          | B.          | P.d.        | M.                    | B.                    | P.d.                  | M.      | B.      | P.d.    | M.    | B.    | P.d.  |
| 2023-2024             | Stade de Reims        | Ligue 1               | -           | -           | -           | 1                     | 0                     | 0                     | -       | -       | -       | 1     | 0     | 0     |
| 2024-2025             | Stade de Reims        | Ligue 1               | 26          | 0           | 2           | 4                     | 1                     | 1                     | 2       | 0       | 0       | 32    | 1     | 3     |
| Sous-total            | Sous-total            | Sous-total            | 26          | 0           | 2           | 5                     | 1                     | 1                     | 2       | 0       | 0       | 33    | 1     | 3     |
| 2025-2026             | Paris FC              | Ligue 1               | 1           | 0           | 0           | -                     | -                     | -                     | -       | -       | -       | 1     | 0     | 0     |
| Total sur la carrière | Total sur la carrière | Total sur la carrière | 27          | 0           | 2           | 5                     | 1                     | 1                     | 2       | 0       | 0       | 34    | 1     | 3     |

## Palmarès
| Stade de Reims                         | France -17 ans                             |
| -------------------------------------- | ------------------------------------------ |
| - Coupe de France : - Finaliste : 2025 | - Championnat d'Europe - Finaliste en 2023 |